# Bernhard Sprickmann Kerkerinck
Bernhard Sprickmann Kerkerinck (* 29. März 1837 in Siegen; † 28. Dezember 1915 in Warendorf) war ein deutscher Jurist und Ehrenbürger der Stadt Emmerich am Rhein. Er war ein Urenkel des westfälischen Dichters und Juristen Anton Matthias Sprickmann (1749–1833).

## Lebensstationen
Im Sommersemester 1857 begann Sprickmann Kerkerinck das Studium der Rechtswissenschaften an der Universität Greifswald. Dort gehörte er der Greifswalder Burschenschaft Rugia an.
Nach dem Studium war er ab ca. 1867 Amtsrichter in Emmerich und um 1878 Kreisrichter in Rees. 1881 wurde er zum Amtsgerichtsrat in Emmerich ernannt. Nach dem Eintritt in den Ruhestand am 1. April 1902 zog er 1905 nach Warendorf. Sprickmann Kerkerinck war unverheiratet und hatte keine Kinder.

## Ehrenbürger
Am 29. November 1901 wurde Sprickmann Kerkerinck aufgrund seines Einsatzes für die Schwachen in der Gesellschaft die Ehrenbürgerwürde der Stadt Emmerich verliehen. Nach ihm wurde die Sprickmann-Kerkerinck-Straße benannt.